# Cathédrale de Baeza
La cathédrale de Baeza se trouve dans la ville homonyme dans la province espagnole d'Andalousie. Elle est placée sous le vocable de la Nativité de la Bienheureuse Vierge Marie.
Elle est construite à l'emplacement d'une ancienne mosquée détruite après la Reconquête d'Alphonse VII puis de Ferdinand III de Castille, en 1227.

## Construction
La cathédrale de Baeza a été construite en 1227 sous le règne de Ferdinand III.

## L'intérieur
Les restes du bienheureux Pierre Pascal (1227-1300), décapité en martyr de la Foi par le califat de Grenade, se trouvent au pied du maître-autel.

## Protection
L'édifice fait l’objet d’un classement en Espagne au titre de bien d'intérêt culturel depuis le 3 juin 1931.

## Galerie

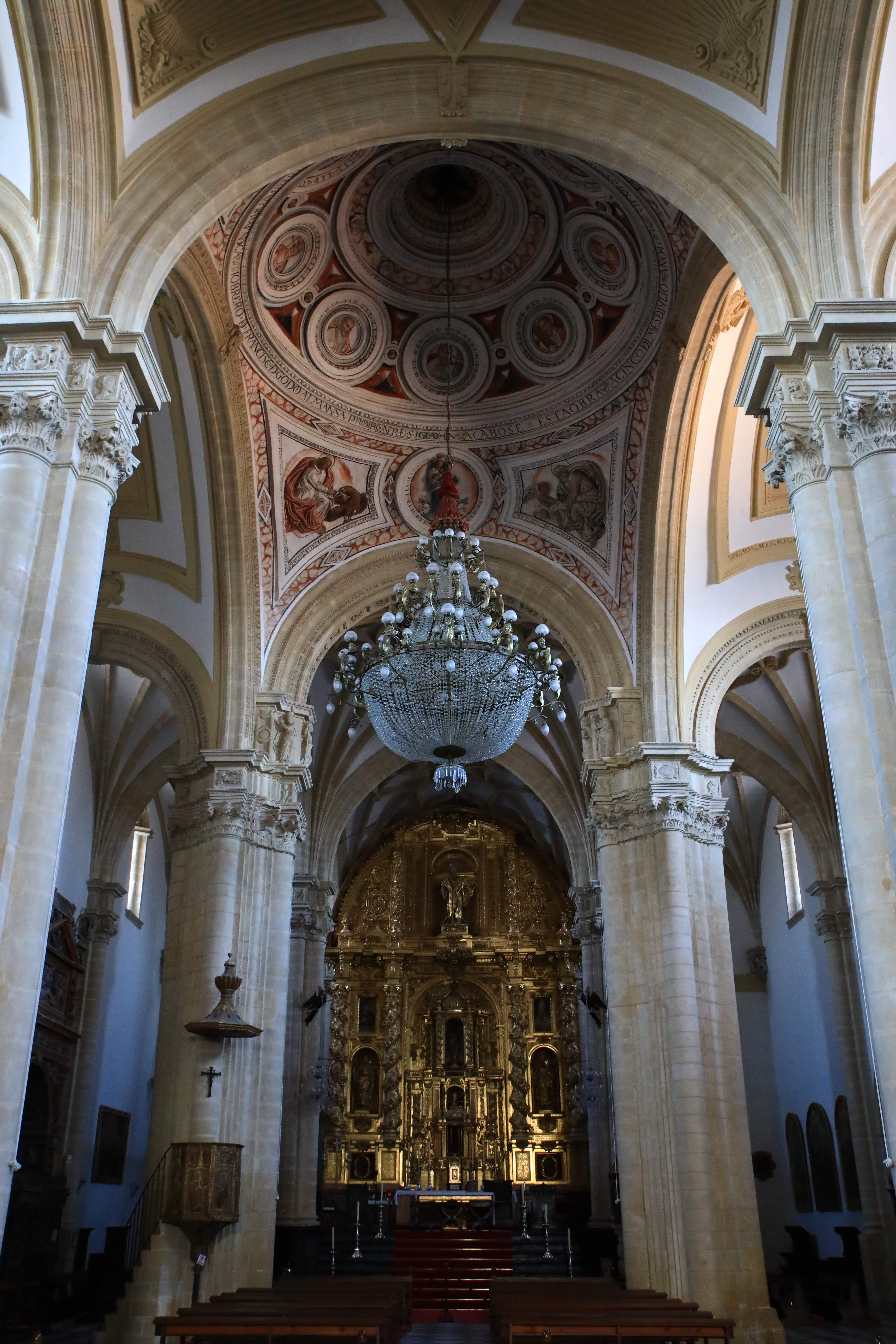
Nef et voûtes
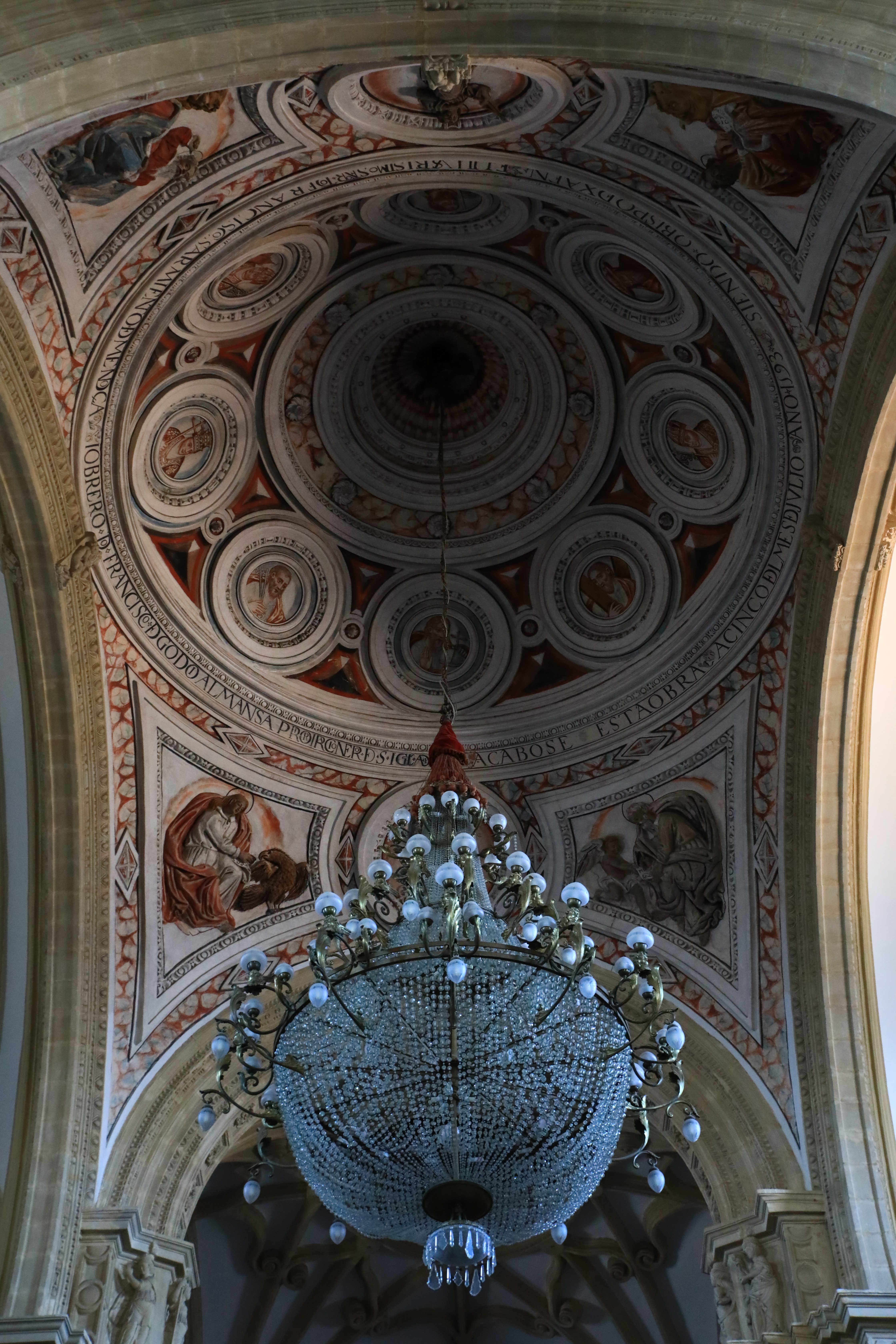
Voûtes
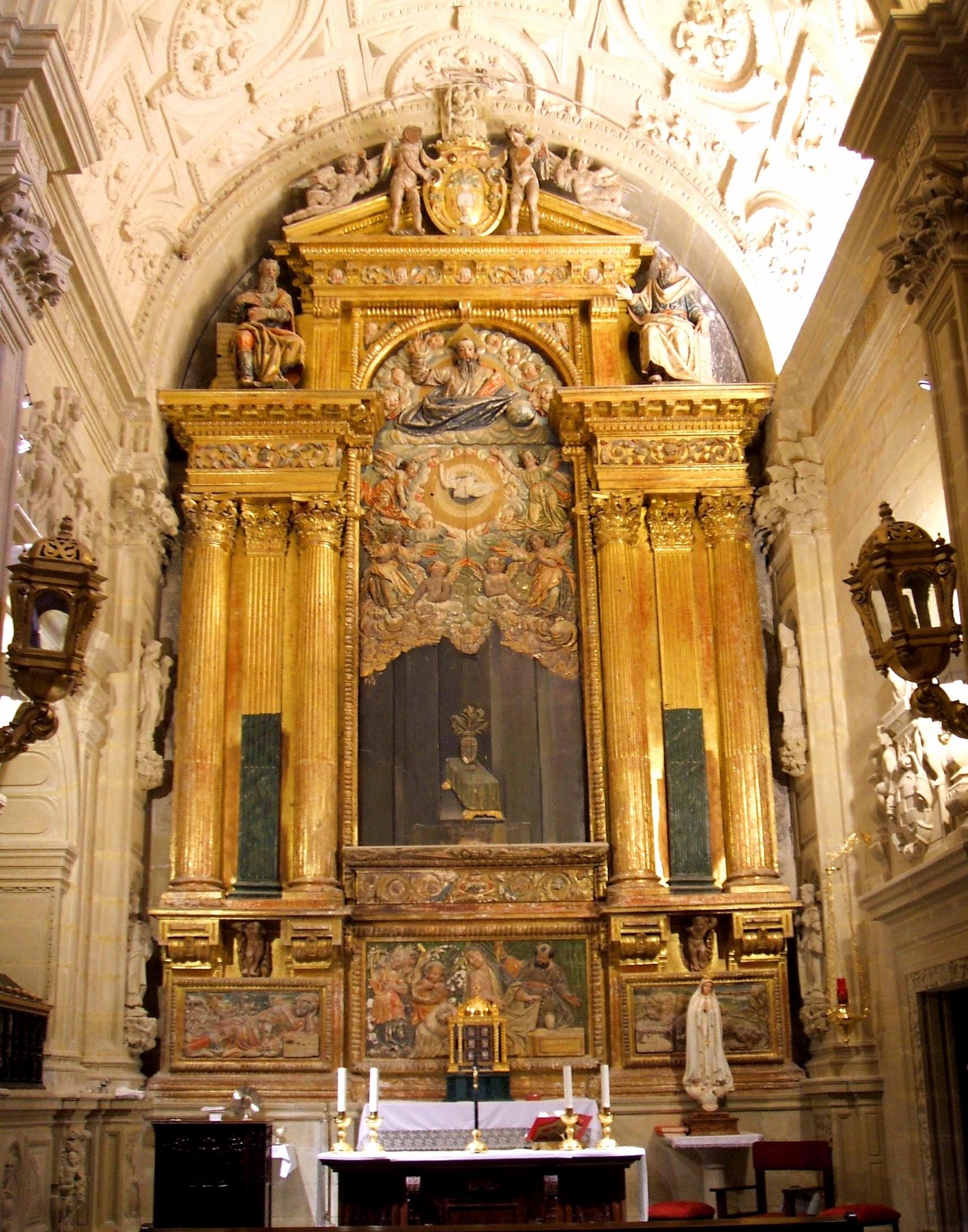
La Chapelle dorée

## Sources
- (es) Cet article est partiellement ou en totalité issu de l’article de Wikipédia en espagnol intitulé « Catedral de la Natividad de Nuestra Señora de Baeza » (voir la liste des auteurs).